# Destrer

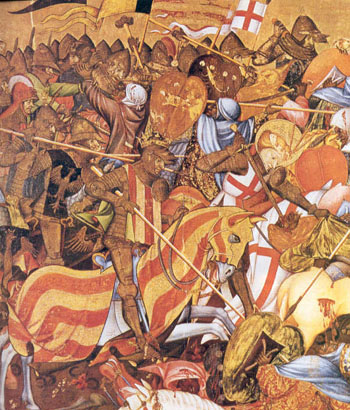
Taula central del Retaule del Centenar de la Ploma (datat entre 1401 i 1405), que representa la batalla del Puig, el 1237. Atribuït inicialment a Marçal de Sax, i amb posterioritat a Miquel Alcanyís. Londres: Victoria and Albert Museum.

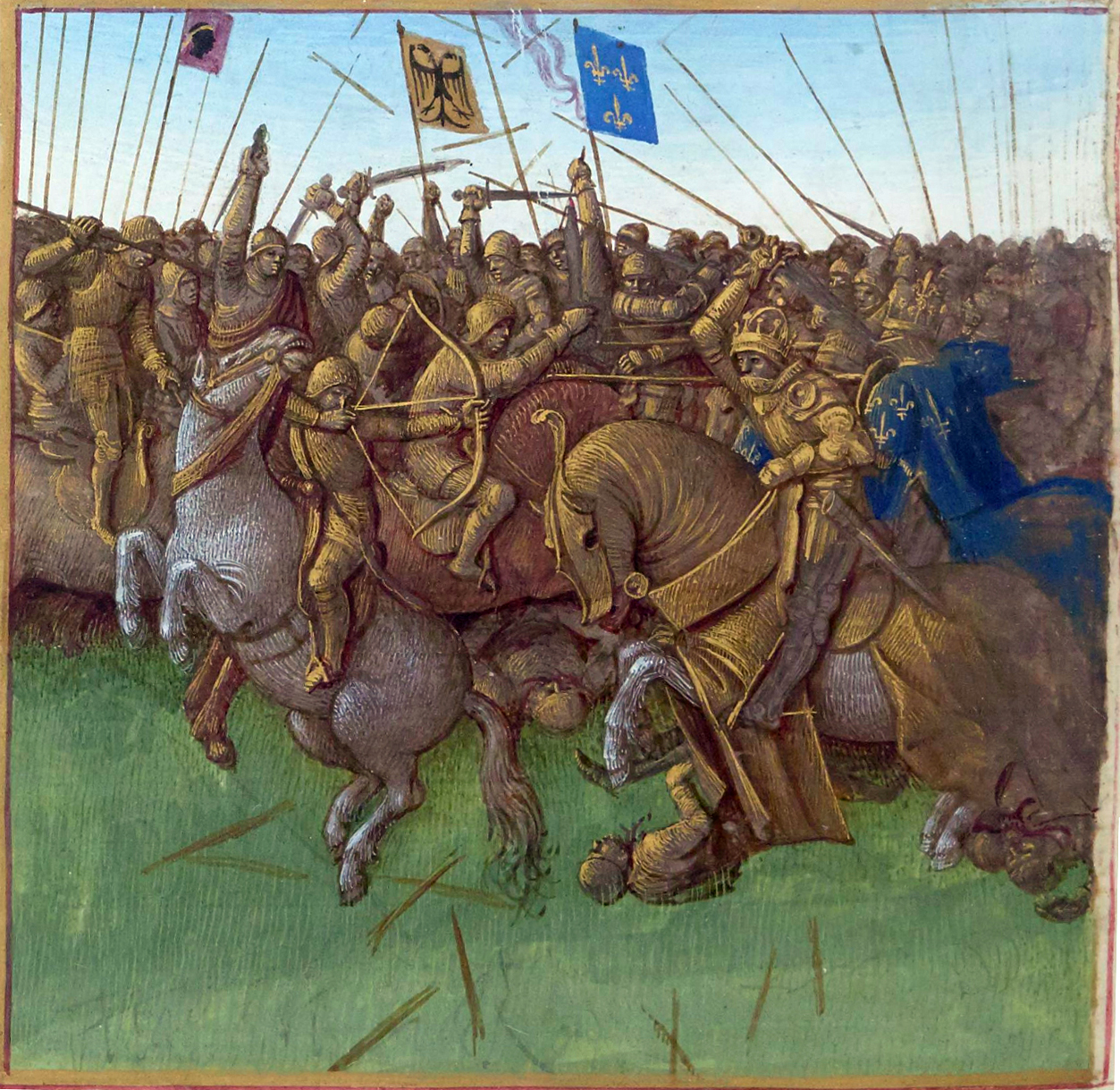
Un destrer (a la dreta en primer pla), segons una miniatura de les Grandes Chroniques de France, de Jean Fouquet.

El destrer era el tipus de cavall de guerra més valuós de l'època medieval. Era el cavall que muntaven els cavallers en batalles, justes i torneigs. Les fonts angleses contemporànies l'anomenaven Great Horse, més per les seves característiques que per la seva alçada.
El terme destrer deriva del llatí vulgar dextrarius, que significa dretà. La denominació fa referència a la manera de portar l'escuder el cavall a la mà dreta, en destre, mentre que el cavaller muntava un cavall inferior. Així, el destrer arribava a la batalla descansat, sense que l'hagués cavalcat ningú.
Els destrers eren animals cars i escassos, que no estaven a l'abast de tots els cavallers. Les muntures habituals eren els rossins i els corsers. En molts documents no hi ha cap diferència entre els destrers i els corsers.

## Característiques

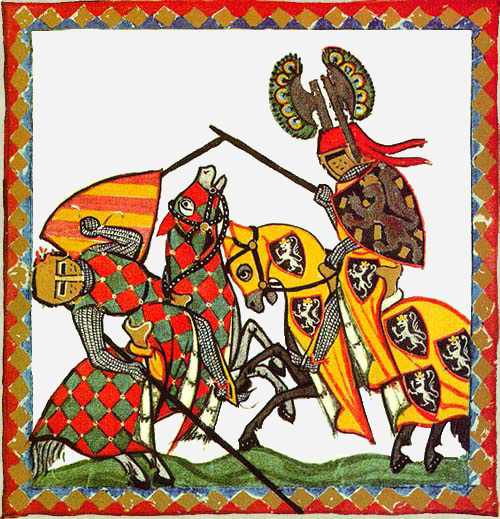
Dos destrers encobertats segons una miniatura del Còdex Manesse.

Hi ha molta controvèrsia sobre les característiques dels destrers. No es tractava d'una raça especial de cavalls. Un destrer calia que no fos massa petit i era indispensable que tingués força i nervi.
Els destrers eren mascles enters i ensinistrats a atacar l'enemic de qualsevol manera: mossegant, tirant guitzes, saltant quan calia o empenyent amb els pits.
- Contràriament a la creença popular un destrer era molt més petit que els cavalls de tir actuals (Shire, Perxeró, Bolonyès…), l'alçada dels quals fou obtinguda a partir del segle xviii.
  - L'alçada del cavall Perxeró va passar de 1,55-1,60 (any 1875)[14] fins a 1,56-1,72 en l'actualitat.[15]
- Alguns estudis moderns han arribat a la conclusió que un destrer medieval devia ser semblant a un cavall andalús o un lusità actuals. Amb un pes de 550-500 kg i una alçada a la creu de 1,40-1,60 metres.[16]

La majoria dels cavalls medievals eren petits segons els criteris actuals.

### Preu
El preu de compra-venda o d'estimació (de cara a possibles indemnitzacions) d'un cavall és una xifra que cal considerar amb prevenció. D'una banda es tracta d'un valor objectiu (en un indret concret i una data determinada). Des d'un altre punt de vista, cal considerar la llei de l' oferta i la demanda.
Acceptant els principis anteriors, una llista de preus pot ser més il·lustrativa que altres comparacions.
| Any  | Tipus de cavall           | Preu                    | Notes                                           |
| ---- | ------------------------- | ----------------------- | ----------------------------------------------- |
| 1131 | cavall negre              | 1000 sous               | "equum meum nigrum"                             |
| 1259 | rossí                     | 900 sous                | [ 19 ]                                          |
| 1265 | cavall                    | 1800 sous               | València.                                       |
| 1281 | cavall blanc d'or         | 400 sous                | [ 21 ]                                          |
| 1292 | dextrarius / equus        | 24 marcs/ 4marcs        | [ 22 ]                                          |
| 1292 | rossí                     | 300 sous                | [ 23 ]                                          |
| 1298 | destrer                   | 100 marcs (de plata?)   | Falkirk                                         |
| 1303 | rossí                     | 500 sous                | sous de Barcelona                               |
| 1306 | rossí                     | 700 sous                | sous reials de Múrcia                           |
| 1321 | dextrarius                | 36 marcs de plata       | [ 26 ]                                          |
| 1337 | cavall                    | 4000 sous               | sous de Jaca                                    |
| 1338 | cavall de pelatge bru     | 60 lliures de Barcelona | [ 27 ]                                          |
| 1340 | destrer liart             | 200 ducats              | Gonzaga                                         |
| 1340 | destrer                   | 200 ducats              | Gonzaga                                         |
| 1342 | destrer                   | 100 marcs               | [ 29 ]                                          |
| 1342 | horse                     | 40 marcs                | [ 29 ]                                          |
| 1355 | rossí                     | 360 sous                | pagats a Càller                                 |
| 1365 | rossí                     | 400 sous                | sous de Barcelona                               |
| 1403 | cavall castany            | 2 unces (d'or?)         | "equus pili bayi cum sella et freno", a Palerm. |
| 1406 | corser bayart             | 80 francs d'or          | [ 31 ]                                          |
| 1419 | rossí                     | 310 sous                | [ 32 ]                                          |
| 1461 | cavall de Carles de Viana | 3.900 sous              | [ 33 ]                                          |
| 1474 | cavall "bayard"           | 100 corones d'or        | Testament de Catherine de Cantaloup.            |

Segons estudiosos del tema, el preu de compra d'un cavall era menys significatiu que les despeses necessàries per al seu manteniment.

#### Destrers milsoudor
Un adjectiu que definia la qualitat d'un destrer a partir del preu era “milsoudor”. Significant “mil sous d'or”, en llatí “caballus mille solidorum ”. Hi ha diverses grafies documentades: misoudor, missoudor, mussoudor, mussaudour, ...

### Resums de preus
- Un resum de preus de cavalls al segle xiii podria ser el següent:
  - destrers, entre 60 i 120 marcs
  - cavalls, entre 20 i 40 marcs
  - rossins, entre 5 i 8 marcs[40]

- 1267. En una estimació de cavalls feta a Lille hi consten les quantitats següents:
  - un cheval appelé Mouton, 300 lliures de Tours
  - un cheval noir (moriel), 250 lliures
  - un cheval, 125 lliures
  - un cheval, 225 lliures
  - un cheval 120 lliures
  - un cheval, 240 lliures
  - un coursier, 40 lliures
  - 22 chevaux de ses écuyers, 908 lliures (unes 41 lliures per cavall)[41]

- Un altre resum de preus de cavalls, per al període 1424-1447, corresponent a les guerres d'Alfons el Magnànim s'indica a continuació:[42][43]
  - destrers i cossers, cavalls de primera: 1.100-5.000 sous (100-500 florins; 60-70 ducats)
  - cavalls ordinaris, rossins: 330-660 sous (30-60 florins; 15-30 ducats)

### Ensinistrament

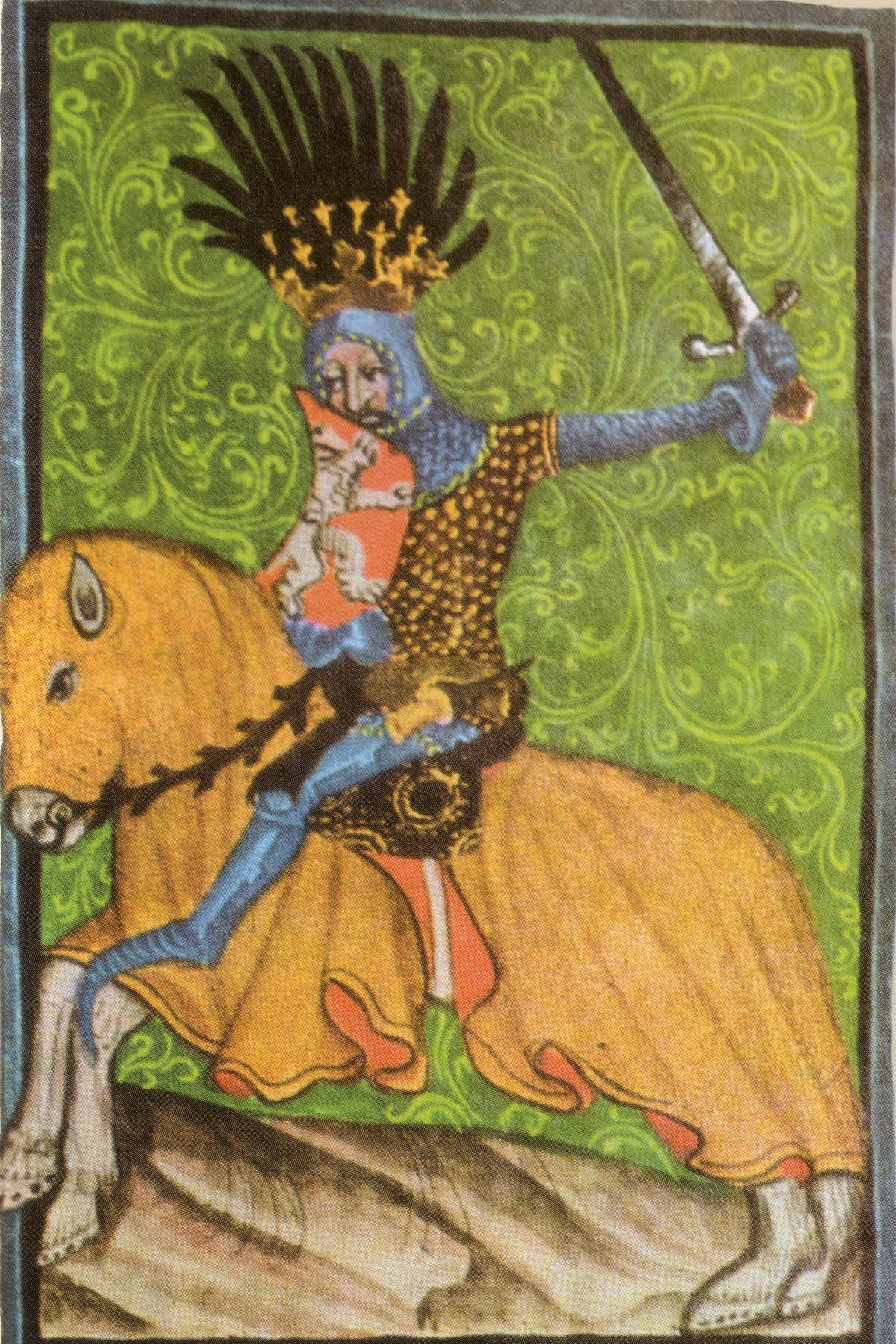
Joan I de Luxemburg a cavall d'un destrer.

Cavall i armadura de torneig de Carles X Gustau de Suècia, 1660.

A més d'una certa alçada i corpulència (ambdues moderades segons els patrons actuals) i un caràcter adequat (fogositat controlada o controlable), alguns autors han insistit sobre el paper fonamental d'un bon ensinistrament dels destrers. El cavaller armat ha de ser capaç de fer obeir el seu cavall enmig del fragor i el caos de la batalla.

### Temperament
Un dels aspectes importants en un cavall de guerra com el destrer és el seu coratge. Entenent per coratge una qualitat més fàcil d'entendre que d'explicar i, lògicament, ben diferent del coratge entre els humans. Un cavall coratjós ha de respondre fidelment les ordres del genet, sense espantar-se de sorolls estranys, de la lluïssor de les armes de l'enemic o dificultats similars.
Generalment, els animals de les races més nobles són més coratjosos. Més “valents”. Els estalons tenen més coratge que les egües o els cavalls castrats.
La suposada valentia dels cavalls de guerra en el combat ha estat recollida en la literatura i algunes obres especialitzades des del Llibre de Job. En seu poema èpic la Tebaida, Estaci esmenta el comportament dels cavalls en el combat. En uns casos parla de cavalls excitats i animats pels sons de la guerra. En altres comenta el temor dels cavalls que només estaven acostumats a caçar i que demostren ser poc fiables per al genet.
Prop de l'any 630, Isidor de Sevilla en la seva obra enciclopèdica Originum s. Etymologiarum Libri XX' (coneguda com a Etimologies), insistia en caràcter predisposat a la guerra dels cavalls.
| « | Vivacitas equorum multa: exultant enim in campis, odorant bellum, excitantur sonitu tubae ad praelium : voce accensi ad cursum provocantur. Dolent cum vidi fuerint : exultant cum vicerint. Quidam hostes in bello sentiunt, adeo vt aduersarios morsu petant. Aliqui etiam proprios dominos recognoscunt : obliti mansuetudinis, si mutentur : aliqui praeter dominum nullum dorso recipiunt. lnterfectis vel morientibus dominis multi lachrymas effundunt. Solius equi est propter hominem lachrymari & doloris affectum sentire. | » |
| — La vivacitat dels cavalls és molt gran. En els camps (de batalla) exulten, ensumant la guerra i excitats al combat pe so de la trompeta ... s'entristeixen quan perden i s'alegren quan són vencedors. Reconeixen els enemics i arriben a atacar-los a mossegades. També reconeixen els seus amos. I deixen de mostar-se dòcils quan aqueixos canvien. Alguns no deixen que els munti el nou propietari. Si el seu amo es mor vessen llàgrimes abundants. Nom és el cavall és capaç de plorar i sentir afecte com les persones., Etimologies. Isidor de Sevilla. Llibre XII.Capítol 1. | |   |

## Maneres de muntar
En l'edat mitjana bàsicament hi havia dues maneres de cavalcar: a la brida i a la geneta.
Ambdós mètodes estaven basats en selles i estreps diferents.

### Muntar a la brida
Els destrers es muntaven a la brida.
Les selles de la brida eren baixes de borrenes i portaven els gambals molt llargs. El cavaller anava amb les cames estirades, gairebé com si anés dret sobre els estreps.

### Muntar a la geneta
Les selles genetes eren altes de borrenes i portaven els gambals curts. El cavaller anava amb les cames una mica flexionades.

### Altres sistemes de muntar
Hi havia altres sistemes de muntar : a la bastarda, a l'estradiota, ...

## Participació en campanya

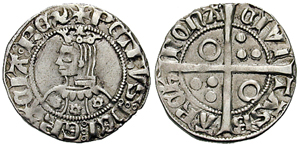
Croat de Pere III. Equivalent a la moneda anomenada sou.

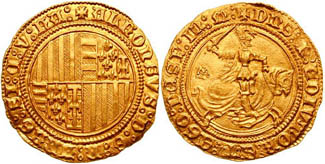
Ducat d'or d'Alfons I, 1442-1458, també anomenat alfonsí

Quan un cavaller decidia enrolar-se de forma voluntària en una campanya ofensiva ho feia amb els seus vassalls directes, els seus soldats i els seus cavalls. Els cavalls, i molt especialment els destrers, eren examinats pel manescal del rei. Aquest comprovava el bon estat de salut de l'animal i l'anotava en una llista en la que hi figurava una descripció (generalment limitada al pelatge i a les marques singulars) i una estimació del valor del cavall.
Si la montura resultava ferida, o es posava malalta o es moria el cavaller era indemnitzat pel rei. A més, cada combatent i cada cavall rebien un sou i unes despeses per manutenció.
- Les llistes esmentades rebien el nom de Llibres d'estimació, molt semblants als llibres de mostra. En aquests darrers no hi figurava cap estimació del valor del cavall. Només la descripció.

### Protecció del cavall
Pel que fa a les armes defensives dels cavalls, és habitual considerar la classificació següent:
- cavalls armats o encobertats[53]
- cavalls alforrats[54]
- cavalls genets[55]

Els cavalls armats disposaven, en cada època, una armadura més o menys completa. Amb algunes peces metàl·liques i una cota de malla que oferia una certa protecció contra els projectils i els cops febles.
Els cavalls alforrats portaven una protecció formada per peces de cuiro. La protecció era limitada, però permetia una mobilitat més gran que la dels cavalls armats.
Els cavalls genets generalment no portaven cap mena de defensa passiva. La seva defensa era la velocitat i la capacitat de moure’s amb agilitat. Hi ha exemples que citen cavalls genets alforrats.

## Exemples comentats
- 854-878. Cria de cavalls als monestirs. L'evolució de les xifres de bestiar del monestir d' Eixalada (Cuixà) són significatives. Pel que fa a les eugues varen passar de 8 (any 854) a 50 (any 878).[56]
- 993. En el testament de Borrell II hi ha la deixa d'un nombre d'eugues important: 50. Principalment a esglésies i monestirs.[57][58]

| «                                   | “...Et ad coenobio sanctæ Mariæ de Aimeiro equas quatuor & vaccas quatuor. Et à sancto Petro Gallicantus similiter. Et à sancto Felice in Gissalis similiter. Et à sancto Paulo in maritima similiter. Et ad sancto Petro puellarum in Barchinona equas septem & vaccas septem. Et ad sancto Cucuphate equas quatuor & vaccas quatuor. Et ad sancta Cæcilia in Monte-serrato similier Et à sancto Benedicto subtus Navarculas similiter. Et à sancto Laurentio in valle Lordense equas duas & vaccas duas. Et à sancto Petro in Scalas equas duas & vaccas duas. Et ad sancto Andrea in Planicias equas duas & vaccas duas. Et ad sancto Clemente in Cutineto similiter. Et ad sancta Maria in Organiano similiter. Et ad sancto Andrea in Sentilias similiter. Et à Bono-homine Sacristano de sancta Maria equa una & vacca una.”. | » |
| — Testament de Borrell II. Any 993. | |   |

- 1066. A la batalla de Hastings, un dels cavalls que muntava el rei  Guillem el Conqueridor era de procedència hispana.[59][60]

Segons una narració, en el combat li mataren dos cavalls. Una altra versió parla de tres cavalls morts mentre els muntava.
La raça hispana del cavall s'esmenta en el Roman de Rou, poema èpic escrit un segle després de la batalla.
| «                                                                 | Laça sun helme è ceint s'espée, Ke un varlet out aportée. Sun boen cheval fist demander, Ne poeit l'en meillor trover;, D'Espaingne li out envéié Un Reis par mult grant amistié; Armes ne presse ne dotast Se sis Sires l'esperonast. Galtier Giffart l'out amené, Ki à Saint Jame aveit esté. | » |
| — Roman de Rou. Wace. Vers 1271 i següents. (Pàgina 193. 206/563. | |   |

- Traducció aproximada: Es va lligar l'elm i cenyí s'espasa, que li havia portat un escuder. Va muntar el seu bon cavall; no n'hauria pogut trobar cap de millor. Li va enviar d'Espanya un rei molt amic seu. No li calien esperons per a córrer. L'havia portat Galtier Giffart, que havia anat a Sant Jaume (de pelegrinatge).
  - Aquí no hi figura el terme destrer. Però el cavall espanyol de Guillem ben segur que en tenia totes les característiques.

- 1102. Gazela, cavall del rei Balduí I de Jerusalem.[62][63]
  - ”Ipse vero ascendens equum, qui lingua Sarracenica gazela appellatur, eo quod caeteris equis sit cursu potentior...” Es tractava d'un cavall àrab, per definició petit, lleuger i ràpid. Potser no podria definir-se com un destrer, però podia portar un cavaller armat.

- 1131. Danc, un cavall de Ramon Berenguer III. En el seu testament consta un cavall amb el nom de "Danc".[18][64][65]

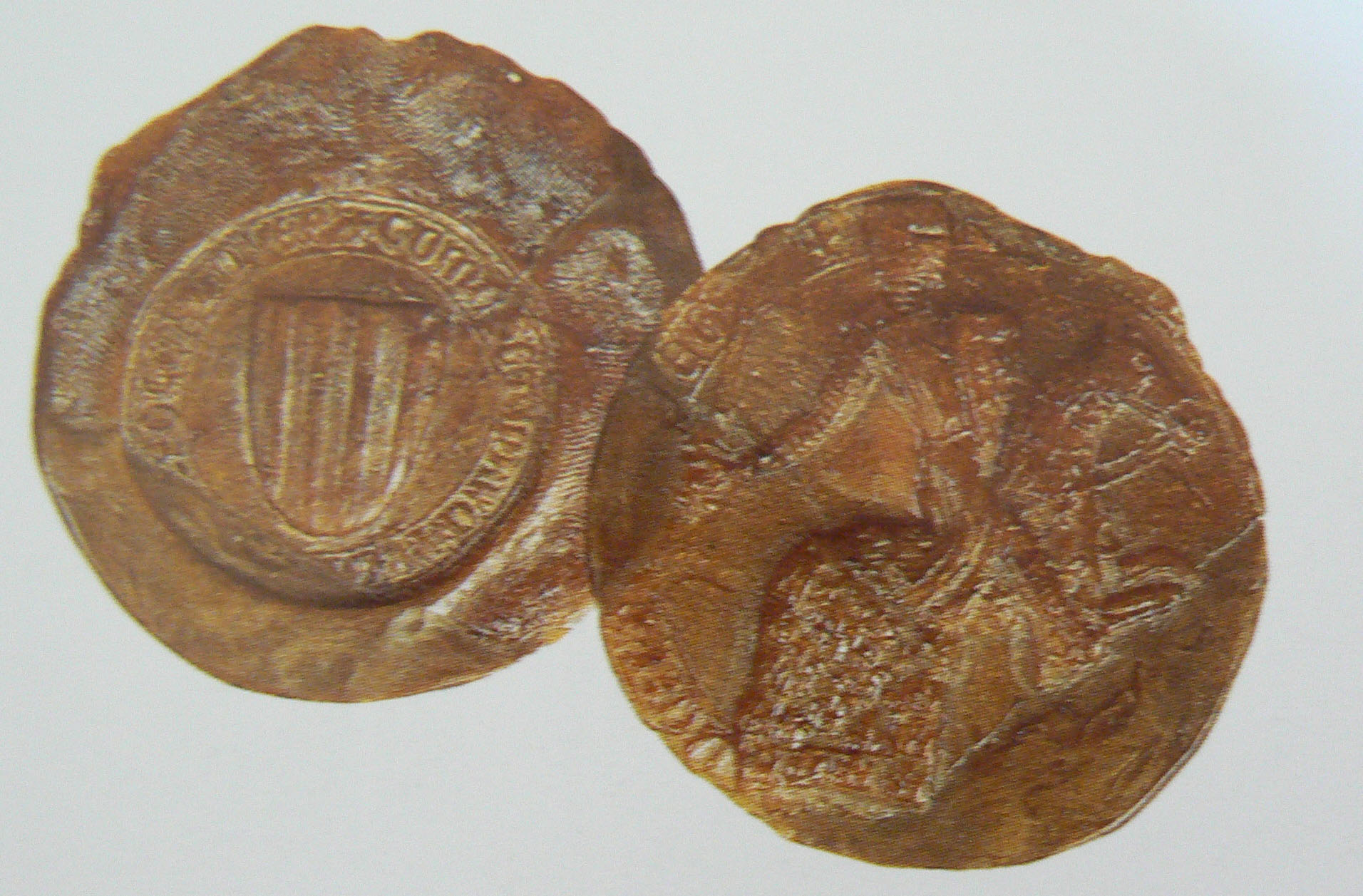
Segell de Ramon Berenguer V de Provença

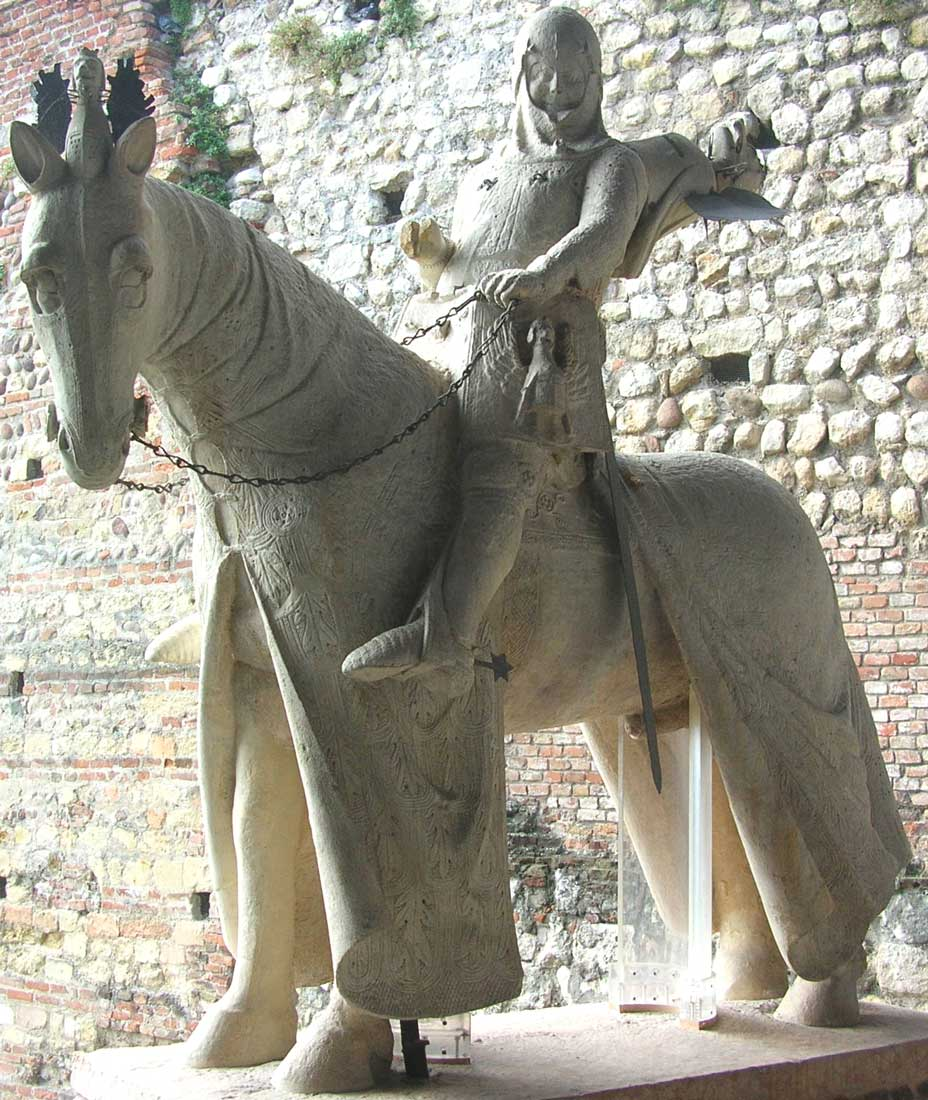
Estatua eqüestre de Cangrande I della Scala, mort el 1329.

- 1180. Segons Gervasi de Tilbury, Guerau III de Cabrera tenia un cavall anomenat Bon Amic. Es tractava d'un cavall molt notable i més veloç que cap altre. El seu amo el tractava amb luxe: Bon Amic només menjava pa de blat en safata de plata i dormia en matalàs de plomes. Guerau li consultava els afers importants i el cavall l'aconsellava responent en un codi secret que només Guerau entenia.

Gervasi de Tilbury comenta que Guerau, comte de Cabrera i trobador, era un jove valent i gentil molt admirat per les dames. En certa ocasió a Arles, en presència del rei Alfons (i, probablement, del mateix Gervasi de Tilbury) Guerau tocava la seva viola mentre les dames ballaven i el seu cavall les acompanyava.
Quan Guerau fou assassinat, Bon Amic no va voler menjar més i es deixà morir de fam.
- c1240. Ramon Berenguer V de Provença escrigué en vers un diàleg entre el seu cavall (de nom Carn-i-ungla) i ell mateix.[69]

| «                                                                                 | Carn et Ongla respon : Per Dieu, Seigner, ben vos o dei grazir qe tan temetz qe vida me suffraigna ; ni no pogra a nuil seignor venir tant me plagues, quant hom m'aduis d'Espaigna. e si'm plages, no cuit y'eu vos desplaia, c'anc, pois m'ages, eu no pris colp ni plaia, anz mançi pro, e'm tenon ben cubert, et er me mal se per aicho mi pert. | » |
| — Carn et Ongla de vos no’m voill partir. Tençó de Ramon Berenguer V de Provença. | |   |

- 1256. Albert el Gran, en la seva obra De animalibus, va escriure sobre 4 tipus de cavalls:[70][10]
  - dextrarius
  - pallefridus
  - currilis
  - roncinus

- 1276. El cavall del bovatge. Pere el Gran va comprar un cavall de pèl negre a crèdit per 1000 sous. La forma de pagament va aprofitar l'impost del bovatge. En aquella època un cavall de 1000 sous corresponia a un cavall de gran qualitat.[71]

- 1298. El rei Eduard I d'Anglaterra, poc abans de la batalla de Falkirk fou desencavalcat pel seu destrer – espantat del soroll que feren les tropes- i es va trencar dues costelles.[72][73]
  - A la batalla de Falkirk l'exèrcit anglès comptava amb 2.500 unitats de cavalleria.[74] Segons els Llibres d'estimació (Rolls of horses), només 2 cavalls foren qualificats com a destrers. Un propietat del rei i l'altre de Eustachius de la Hecche, descrit com a castany amb  bausans a les potes de darrere, i avaluat en 100 marcs.[24]

Escut d'armes de Joan Francesc I Gonzaga.

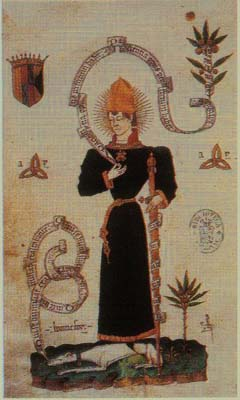
Carles de Viana.

- 1320. Hugh Audley el Jove (primer comte de Gloucester en la tercera creació del títol) tenia dos destrers anomenats Ferant de Roma i Grisel Le King.[4][75]
- 1340. Els senyors Gonzaga regalaren 28 cavalls per un valor total de 2.200 ducats. Alguns dels animals es qualificaren com a destrers:
  - Un destrer liart, 200 ducats
  - Un palafrè castany, 60 ducats
  - Un destrer bru amb estel al front, 90 ducats
  - Un palafrè liart, 50 ducats
  - Un destrer, 200 ducats
  - Un destrer, 100 ducats
  - Un destrer castany i bausà, 110 ducats
  - Un destrer bausà, 70 ducats
  - Un palafrè de pèl rodat, 50 ducats
  - Un destrer pèl de cérvol, 200 ducats
  - Un destrer liart rodat, 120 ducats
  - Un destrer liart, 70 ducats
  - Un destrer, amb estel al front, 100 ducats
  - Un destrer, 80 ducats
  - Un destrer castany fosc, 120 ducats ...[28]

- 1411. Entre altres clàusules de vassallatge, Carlo Benzoni (senyor de Crema) es comprometia a donar cada any un corser a Filippo Maria Visconti, de 200 ducats d'or de preu.[76]

- 1461. Crispo o Crespo. Cavall del príncep  de Viana. Preuat en 195 lliures (3.900 sous). El pelatge es descriu com "liart rodat".[33]
  - Un altre cavall genet del príncep, designat com a Alfobero, es va estimar en 65 lliures (1.300 sous).
  - Una mula pèl de rata, amb sella i guarnició, es va estimar en 40 lliures (800 sous)

- 1475. Morello, el destrer de Lorenzo de Medici.[77][78][79][80]

## Literatura
El terme destrer (dextrarius, dextrier, destrier, destriero…) surt més en documents literaris que en els documents civils conservats.

### Literatura francesa
Les cançons de gesta franceses sovint fan referència a l'origen geogràfic del cavall.

#### Destrers àrabs
- Destrier Arabi[81][82]
- Els cavalls anomenats àrabs en les cançons de gesta són cavalls hispans criats en els regnes musulmans de la península Ibèrica. Amb una part significativa de sang  barbaresca.

#### Destrers d'Aragó
- Destrier Aragon.[83][84][85][86][87][88][89][90][91]

#### Destrers de Catalunya
- Destrier de Kateloigne.[92]

#### Destrers de Gascunya
- Destrier Gascon.[93][94]

#### Destrers de Noruega?
- Destrier Norrois.[95][96][97]
- Malgrat el nom, que indicaria una procedència de Noruega, un cavall “norois” o “norrois” seria de les regions de Frísia. En qualsevol cas provinent de les terres del nord (des del punt de vista del trobadors, generalment vivint al sud de França).[98]

#### Colors de pelatge
En la literatura francesa també són freqüents les referències al pelatge dels destrers: destrier brun, destrier sor, destrier baucent, destrier bai,...

### Literatura italiana
En obres literàries en italià els destrers s'associen sovint a termes de pelatge.

#### Destriero morello
Els cavalls negres o moreus sempre han tingut un paper important en la literatura. Un cavall "morello" vol dir un cavall negre en italià.

#### Destriero leardo
Un cavall "leardo" és un cavall liart. Un cavall de qualsevol color, si és liart, va esdevenint canós amb el temps.

#### Destrier baio
Un cavall "baio" és un cavall castany. El pelatge castany era el més lloat en els tractats medievals de cavalls.